# Istituto fascista di cultura
L'Istituto fascista di cultura (poi "Istituto nazionale di cultura fascista") fu un ente dell'Italia fascista creato nell'anno 1925 con Regio Decreto e preposto alla "tutela, diffusione e sviluppo degli ideali e della dottrina del fascismo all'interno e all'estero, e della cultura italiana in generale".

## Storia
Nacque come conseguenza del congresso di Bologna del 29 marzo 1925 che emanò il manifesto degli intellettuali fascisti.
L'IFC fu inaugurato a Roma il 19 dicembre 1925 sotto la presidenza di Giovanni Gentile, ed ebbe sede a Firenze, come organo del direttorio del PNF, e sottoposto all'alta vigilanza del capo del Governo, cui veniva affidato il potere di nomina dei vertici.
L'Istituto venne creato non in ottica di mantenimento passivo dell'esistente, quanto come struttura di sviluppo e stimolo delle energie intellettuali della nazione, raccogliendo i maggiori intellettuali ed esponenti del mondo artistico e culturale italiano, promuovendo la collaborazione tra essi e spingendoli all'applicazione pratica del loro sapere. L'Istituto si prepose di mettere a punto un cambio sistematico nel campo culturale, mirante alla formazione di una coscienza politica organica e alla creazione del «nuovo italiano».
L'Università popolare di Milano attualmente Università popolare degli Studi di Milano aderisce alla progettazione culturale fascista e ne diviene protagonista per quel periodo. Ad oggi conserva nel museo dell'Università popolare di Milano diverse testimonianze didattiche culturali storiche.
Pubblicò anche numerose opere straniere. Fu ad esempio proprio una collana dell'Istituto fascista di cultura che, per la prima volta in Italia, tradusse, a firma di Giorgio Candeloro la prima edizione italiana di La democrazia in America di Alexis de Tocqueville.
L'istituto fu eretto ente morale il 6 agosto 1926, con sede a Roma, e aveva lo scopo di promuovere e coordinare gli studi sul fascismo, di tutelare e diffondere, in Italia e fuori dai confini, gli ideali, la dottrina del fascismo e la cultura dell'Italia fascista, attraverso corsi e lezioni, pubblicazioni, libri, e di promuovere la propaganda in tal senso.
Molti furono gli scontri prima tra Gentile e il PNF, a causa della diversa concezione che le due parti avevano dell'Istituto, poi tra la direzione dell'INCF (i vertici del PNF) e gli stessi ministeri dell'educazione nazionale e poi della cultura popolare.
Nel 1932 incorporò i "Centri di cultura corporativa" del ministero delle corporazioni. Pubblicava una rivista mensile "Civiltà fascista". Adeririono circa 400 enti e istituzioni, con un totale di 100.000 soci.
Nel 1937, dopo le dimissioni di Gentile, si ebbe un cambio radicale, a cominciare dal nome, da Istituto fascista di cultura a "Istituto nazionale di cultura fascista" (INCF).
Nel 1937 Mussolini nominò presidente l'ex ministro Pietro De Francisci.
Dopo il 1938 anche l'Istituto si rese promotore di una attiva adesione alle leggi razziali, attuando un'attività di diffusione delle teorie sulla "difesa della razza".
Dall'aprile 1940 De Francisci fu dimissionato da Mussolini, che nominò presidente dell'INCF il gentiliano Camillo Pellizzi. Durante la sua conduzione egli aprì l'Istituto alla collaborazione di intellettuali "eretici", come Delio Cantimori.
Ultimo presidente fu il giurista Giuseppe Maggiore.
Secondo i dati ufficiali, il totale complessivo degli iscritti ammontava nell'anno 1941 a oltre 210.000 soci. Tuttavia, nonostante il regime avesse proclamato che l'Istituto avrebbe innalzato la vita culturale delle classi lavoratrici, gli associati provenivano in maggioranza dai gruppi socioeconomici non operai e dei totali degli iscritti nell'anno 1941 solamente il 6% fu incluso nella categoria degli operai. La grande parte dei soci proveniva infatti dalle file degli studenti liceali e universitari, del corpo insegnanti, dei dipendenti pubblici e dal bacino delle professioni liberali.

## Organizzazione
L'Istituto nazionale di cultura fascista era retto da un consiglio d'amministrazione così composto:
- presidente, nominato da Mussolini su proposta del segretario del Partito Nazionale Fascista (PNF);
- 4 vice presidenti, nominati da Mussolini su proposta del segretario del PNF;
- 14 consiglieri, nominati dal segretario del PNF su proposta del presidente dell'Istituto stesso.[13]

Sul territorio vi erano le sezioni provinciali, nei capoluoghi di provincia, guidate da un presidente, in stretto contatto con le federazioni provinciali del PNF.

## Presidenti
- Giovanni Gentile (1925-1937)
- Pietro De Francisci (1937-1940)
- Camillo Pellizzi (aprile 1940-luglio 1943)
- Giuseppe Maggiore (13 luglio 1943 - 5 agosto 1943)

## Quaderni pubblicati

### Seria Prima (1928-1929)
- G. Volpe: Lo sviluppo storico del Fascismo.
- G. de Motemayor: Lo Stato Fascista.
- G. Douhet: Probabili aspetti della guerra futura.
- G. Puccio: La questione della lingua italiana a Malta.
- P.F. Gòmez Homen: Antecedente teorico del Corporativismo Fascista.
- L. Gangemi: La politica finanziaria del Governo Fascista (1922-28).